# 4"/40 QF Mk IV, XII, XXII
4"/40 QF Mk IV — британская 102-мм лёгкое корабельное орудие, которое была представлено в 1911 году в качестве усовершенствованного варианта орудия 4"/40 BL Mk VIII. Стояло на многих кораблях Королевского флота в годы Первой мировой войне. Произведено 1141 орудие, из которых к началу Второй мировой войны имелись в наличии 939 штук.

## Вариант Mk IV
Корабельная пушка 4"/40 QF Mk IV стояла на вооружении многих британских эсминцев и некоторых крейсеров в Первой мировой войне. Во время Второй мировой войны это орудие использовалось для вооружения вспомогательных судов.
Список боевых кораблей, на которых использовалась 4"/40 QF Mk IV:
- Крейсера-скауты типа «Форвард» в результате перевооружения в 1911 г.
- Крейсера-скауты типа «Сентинел» в результате перевооружения в 1911-1912 гг.
- Крейсера-скауты типа «Патфайндер» в результате перевооружения в 1911—1912 гг.
- Крейсера-скауты типа «Эдвенчур» в результате перевооружения в 1911—1912 гг.
- Эсминцы типа «Акаста» в 1911 г.
- Эсминцы типа «Лафорей» в 1913 г.
- Эсминцы типа «Ярроу» в 1912-1915 гг.
- Адмиралтейские эсминцы типа М 1913 г.
- Эсминцы типа «Мастифф» 1913-1915 гг.
- Эсминцы типа «Мэнсфилд» в 1914 г.
- Эсминцы типа «Талисман» в 1914 г.
- Эсминцы типа «Медея» в 1914 г.
- Лидеры эскадренных миноносцев типа «Фолкнор» в 1914 г.
- Лидеры эскадренных миноносцев типа «Марксмен» в 1914 г.
- Лидеры эскадренных миноносцев типа «Паркер» в 1915 г.
- Поздние эсминцы типа «Ярроу» в 1915 г.
- Эсминцы типа R в 1916 г.
- Эсминцы типа S в 1917 г.
- Тральщики типа «Фанди»[англ.] (1938 год).

## Варианты Mk XII и Mk XXII
Вариант Mk XII был разработан для вооружения подводных лодок в 1918 году, а Mk XXII появились во время Второй мировой войны. С конца 1944 года эти орудия снаряжались более тяжёлыми 35-фунтовыми снарядами. Вскоре после окончания боевых действий Mk XXII заменили на более совершенные и лёгкие Mk XXIII.
Список подводных лодок, на которых использовалась 4"/40 QF Mk XII и Mk XXII:
- Подводные лодки типа L
- Подводные лодки типа «Один»
- Подводные лодки типа «Партиан»
- Подводные лодки типа «Темза»
- Подводные лодки типа «Грампус»
- Подводные лодки типа Т
- Подводные лодки типа S
- Часть подводных лодкок типа «Амфитон»

## Сохранившиеся экземпляры
Орудие эсминца «Ланс», из которого был произведён первый выстрел Британии в Первой мировой войне, выставлено в Имперском военном музее в Лондоне.